# Sungai Pawan
Sungai Pawan är ett vattendrag i Indonesien.   Det ligger i provinsen Kalimantan Barat, i den västra delen av landet, 600 km nordost om huvudstaden Jakarta.